# Reichenow-Möglin
Reichenow-Möglin ist eine amtsangehörige Gemeinde im Landkreis Märkisch-Oderland in Brandenburg.

## Gemeindegliederung
Die ehemaligen Gemeinden Reichenow und Möglin bilden je einen Ortsteil. Ein weiterer bewohnter Gemeindeteil ist Herzhorn.

## Geschichte
Im Jahre 1412 wurden die von Pfuel mit dem Ort Reichenow durch Friedrich I. belehnt. Im Ortsteil Möglin bestand das Rittergut Möglin; hier gründete Albrecht Daniel Thaer die Landwirtschaftliche Akademie Möglin. Möglin gehörte bis 1949 zu Schulzendorf (heute Ortsteil von Wriezen) und wurde dann selbstständig.
Reichenow und Möglin gehörten seit 1817 zum Kreis Oberbarnim in der Provinz Brandenburg. Ab 1952 wurde Reichenow in den Kreis Strausberg, Möglin in den Kreis Bad Freienwalde im DDR-Bezirk Frankfurt (Oder) eingegliedert. Seit 1993 liegen beide Orte im brandenburgischen Landkreis Märkisch-Oderland.
Die Gemeinde Reichenow-Möglin entstand am 31. Dezember 1997 aus dem freiwilligen Zusammenschluss der beiden bis dahin selbstständigen Gemeinden Reichenow und Möglin.

## Bevölkerungsentwicklung
| Jahr | Reichenow | Möglin |      | Jahr | Reichenow- Möglin |      | Jahr | Reichenow- Möglin |
| ---- | --------- | ------ | ---- | ---- | ----------------- | ---- | ---- | ----------------- |
| 1875 | 556       | –      | 1997 | 630  |                   | 2020 | 559  |                   |
| 1910 | 448       | –      | 2000 | 667  |                   | 2021 | 564  |                   |
| 1939 | 482       | –      | 2005 | 624  |                   | 2022 | 545  |                   |
| 1946 | 740       | –      | 2010 | 595  |                   | 2023 | 548  |                   |
| 1950 | 859       | 298    | 2015 | 549  |                   | 2024 | 555  |                   |
| 1971 | 646       | 252    | 2016 | 547  |                   |      |      |                   |
| 1990 | 455       | 179    | 2017 | 536  |                   |      |      |                   |
| 1995 | 450       | 167    | 2018 | 550  |                   |      |      |                   |
| 1996 | 458       | 168    | 2019 | 552  |                   |      |      |                   |

Gebietsstand des jeweiligen Jahres, Einwohnerzahl: Stand 31. Dezember (ab 1991) ab 2011 auf Basis des Zensus 2011, ab 2022 auf Basis des Zensus 2022

## Politik

### Gemeindevertretung
Die Gemeindevertretung von Reichenow-Möglin besteht aus acht Gemeindevertretern und dem ehrenamtlichen Bürgermeister. Die Kommunalwahl am 26. Mai 2019 führte zu folgendem Ergebnis:
| Wählergruppe                  | Stimmenanteil | Sitze |
| ----------------------------- | ------------- | ----- |
| Wählergruppe Reichenow/Möglin | 100 %         | 8     |

### Bürgermeister
- seit 2003: Wolf-Dieter Hickstein[10]

Hickstein wurde in der Bürgermeisterwahl am 9. Juni 2024 bei einem Gegenkandidaten mit 66,6 % der gültigen Stimmen für eine weitere Amtszeit von fünf Jahren als ehrenamtlicher Bürgermeister wiedergewählt.

## Sehenswürdigkeiten

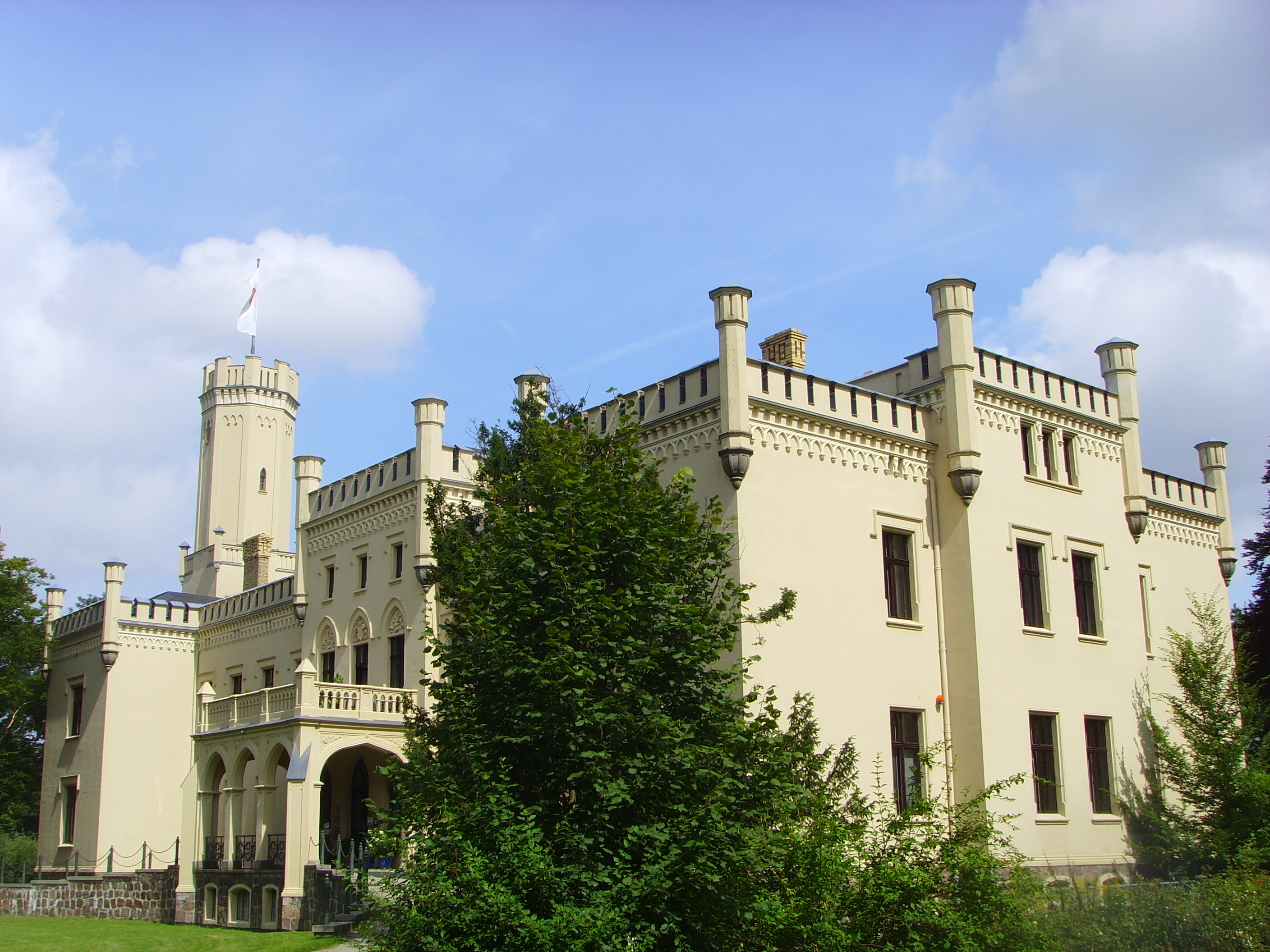
Schloss Reichenow

In der Liste der Baudenkmale in Reichenow-Möglin sind die unter Denkmalschutz stehenden Bauwerke verzeichnet.
- Schloss Reichenow, neugotisches, 1897–1900 von Gustav Hauer für August Freiherr von Eckardstein erbautes Herrenhaus des ehemaligen Gutes Reichenow, das direkt am See liegt und nach dreijähriger Sanierung und Restaurierung seit 1997 als Hotel genutzt wird

- Gedenkstätte für Albrecht Daniel Thaer, den Begründer der Agrarwissenschaft, in Möglin

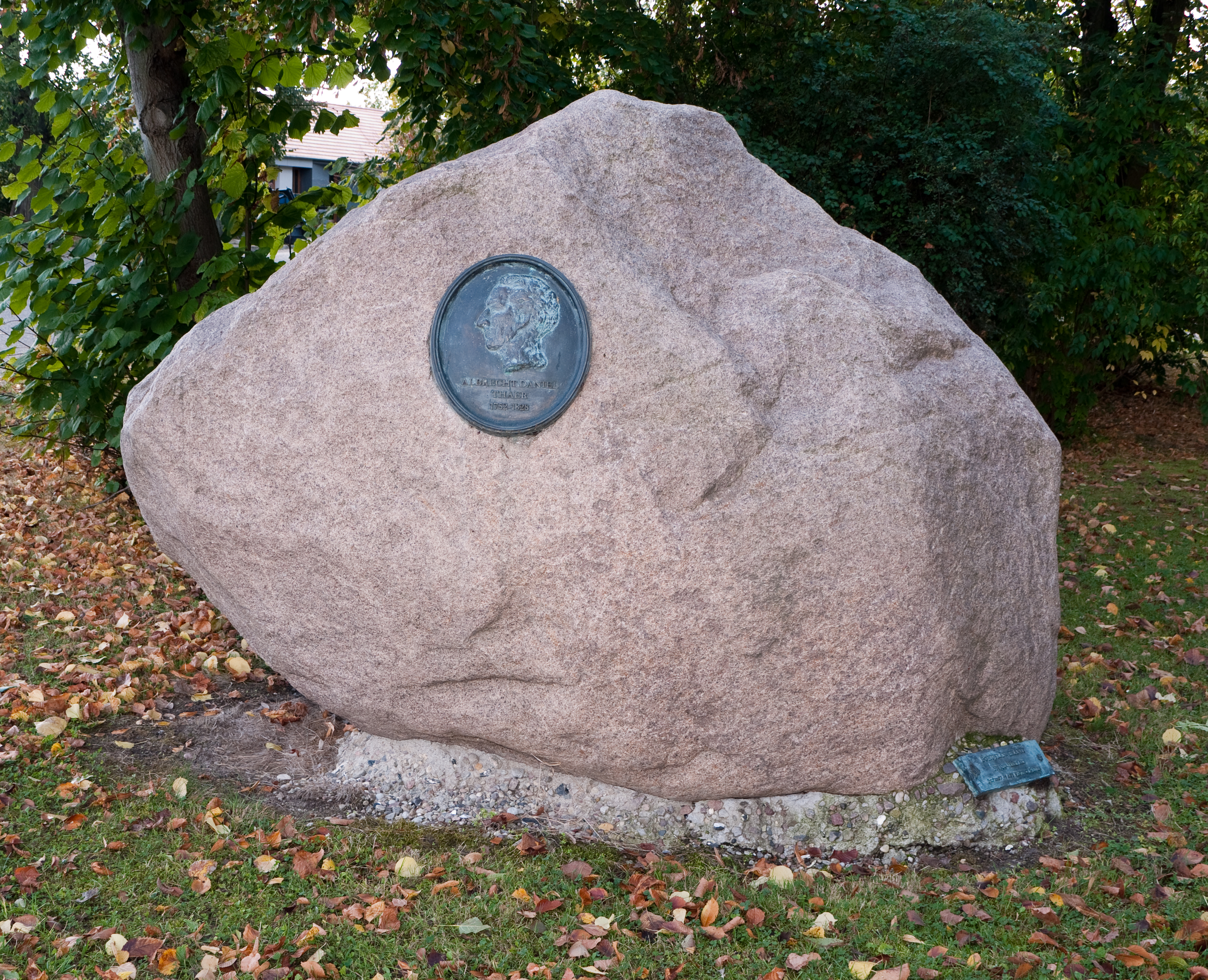
Thaer-Gedenkstein
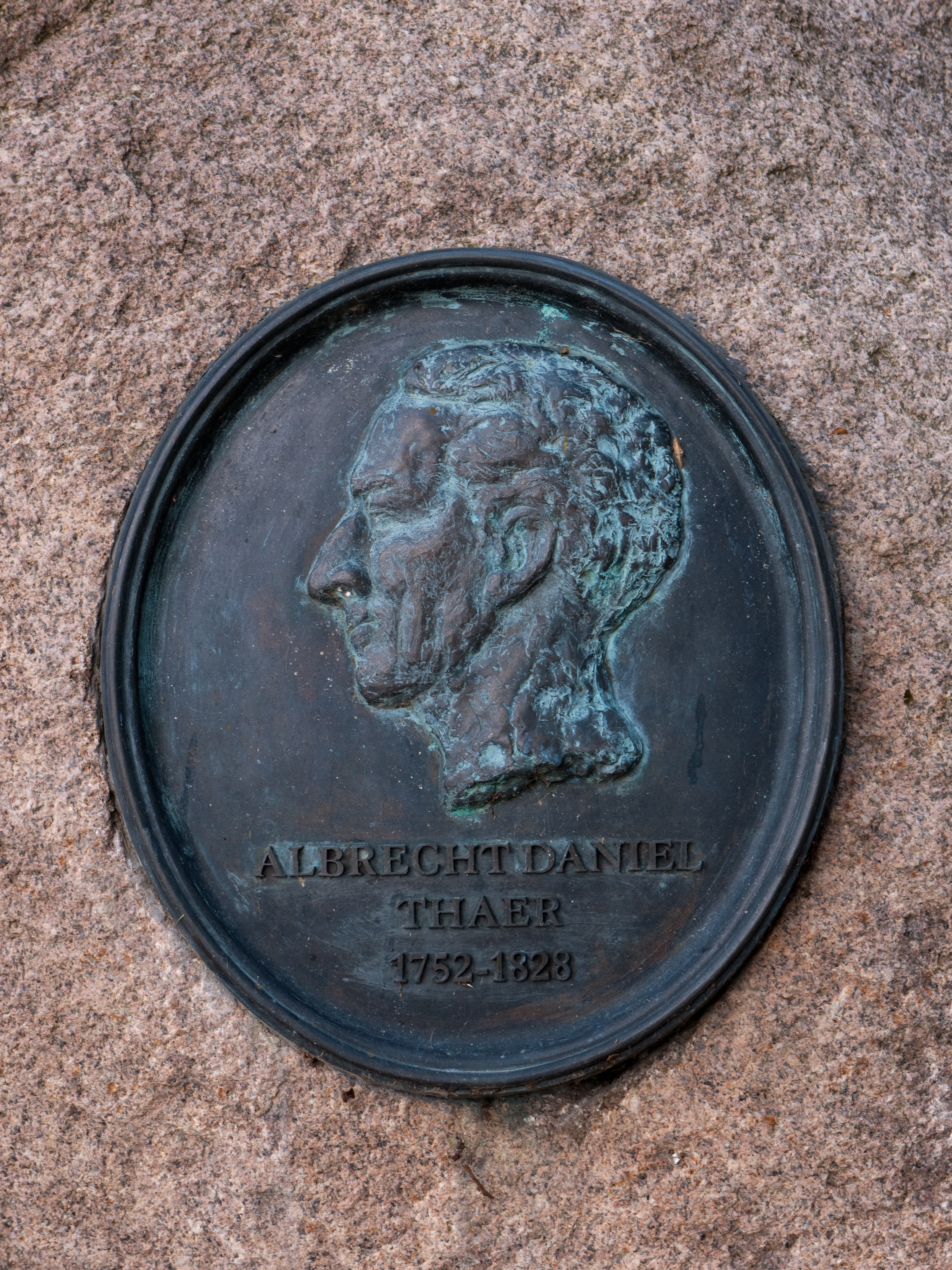
Porträt-Plakette auf der Vorderseite
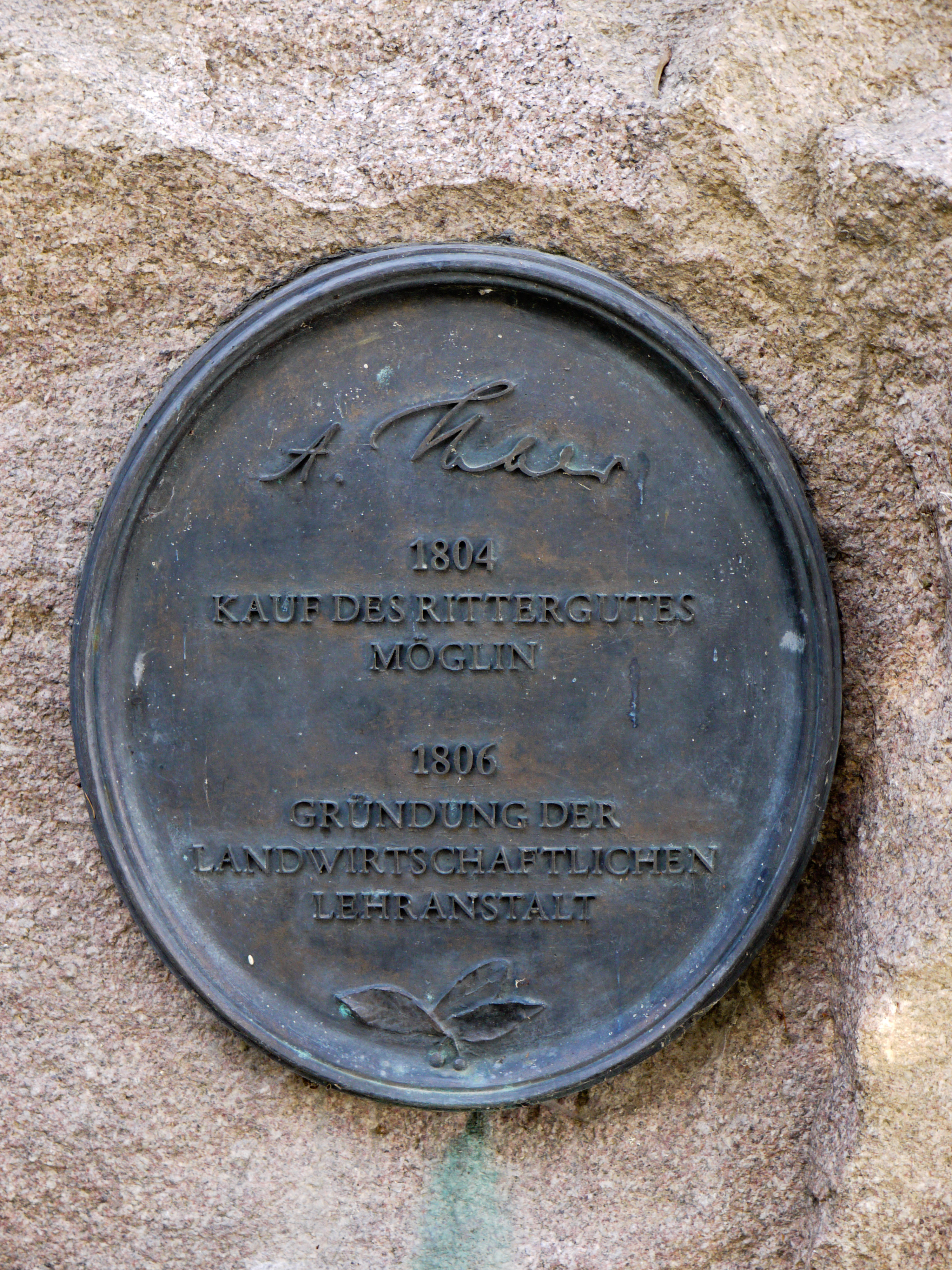
Inschrift-Plakette auf der Rückseite

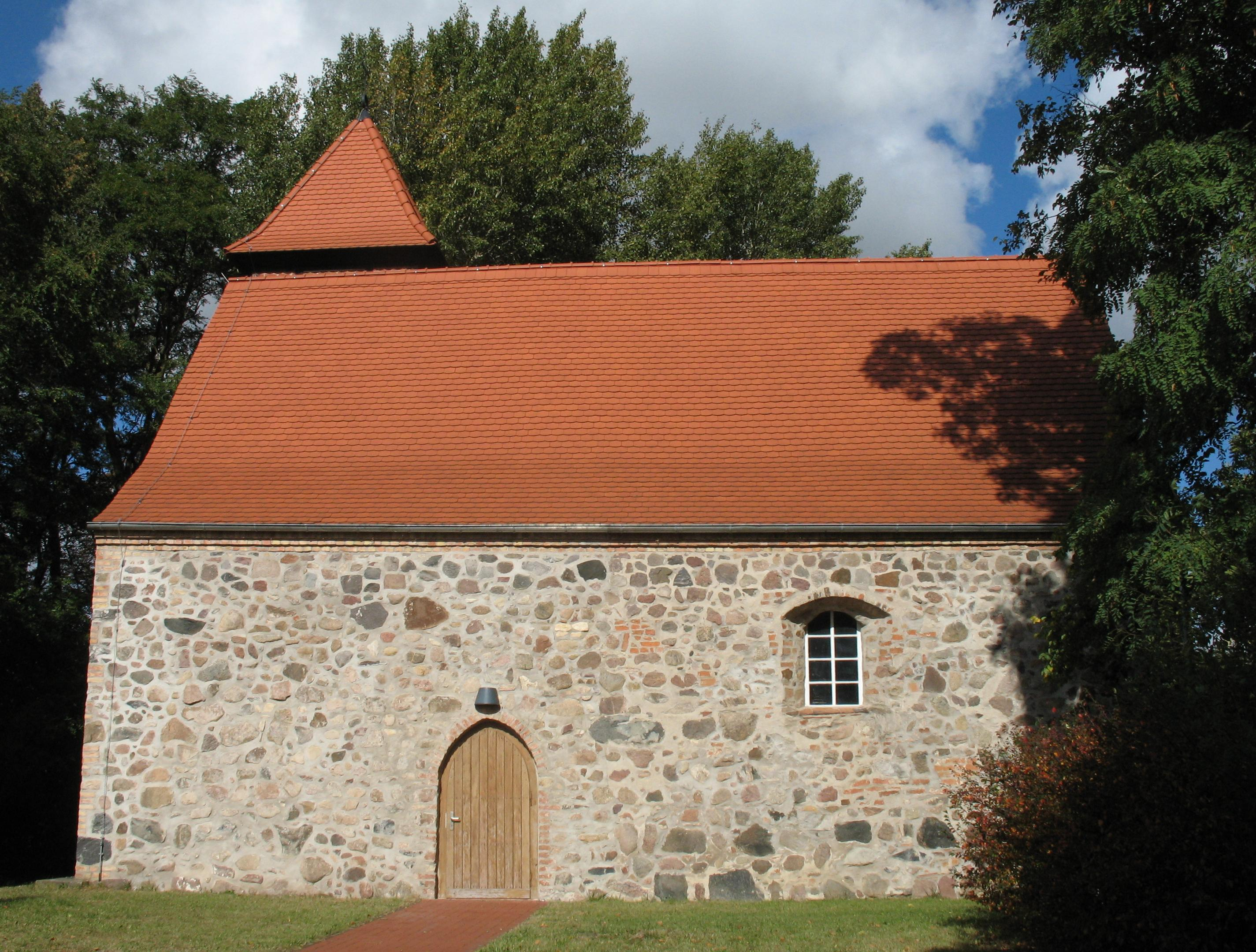
Kirche in Möglin
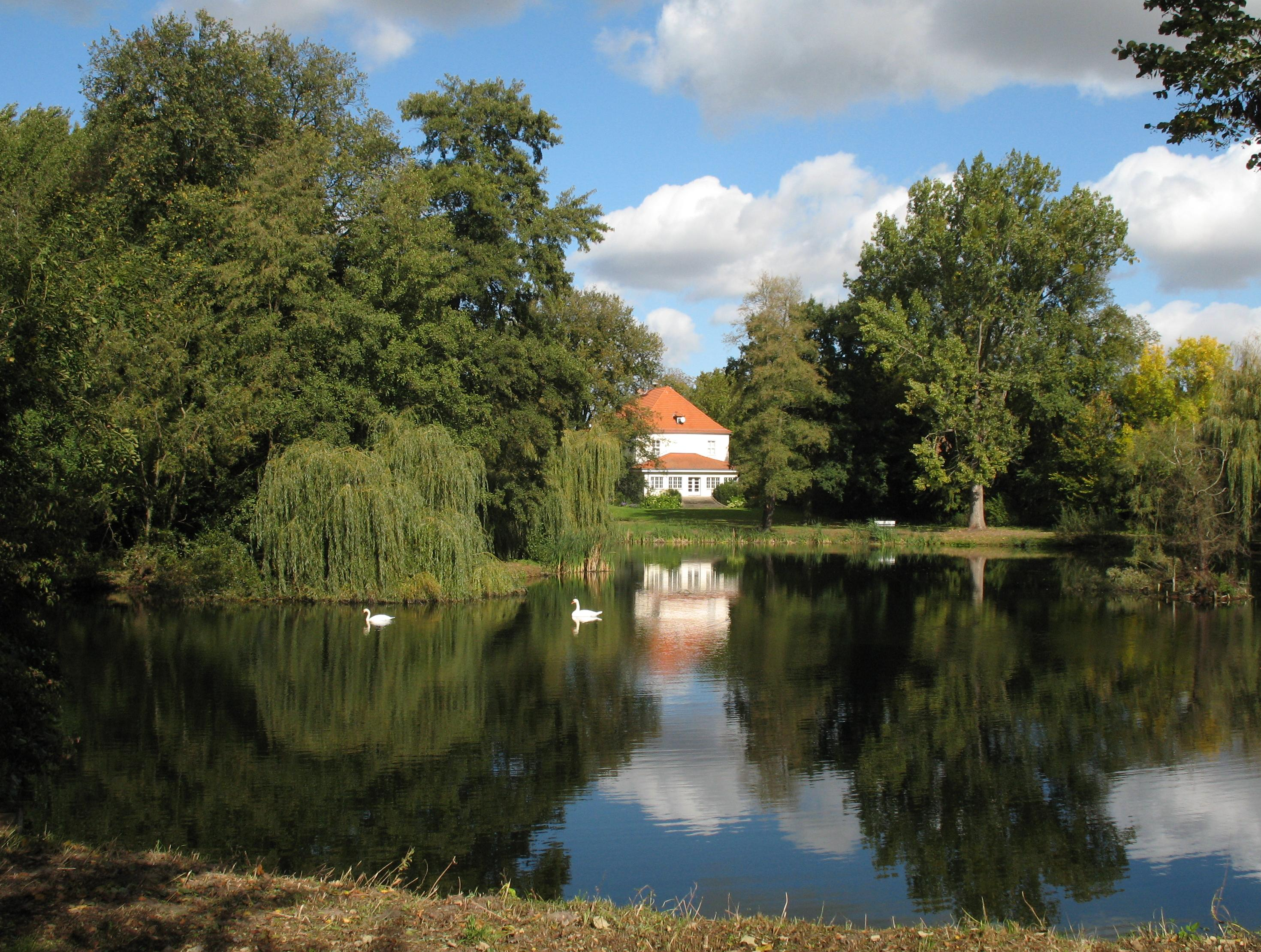
Gutspark in Möglin
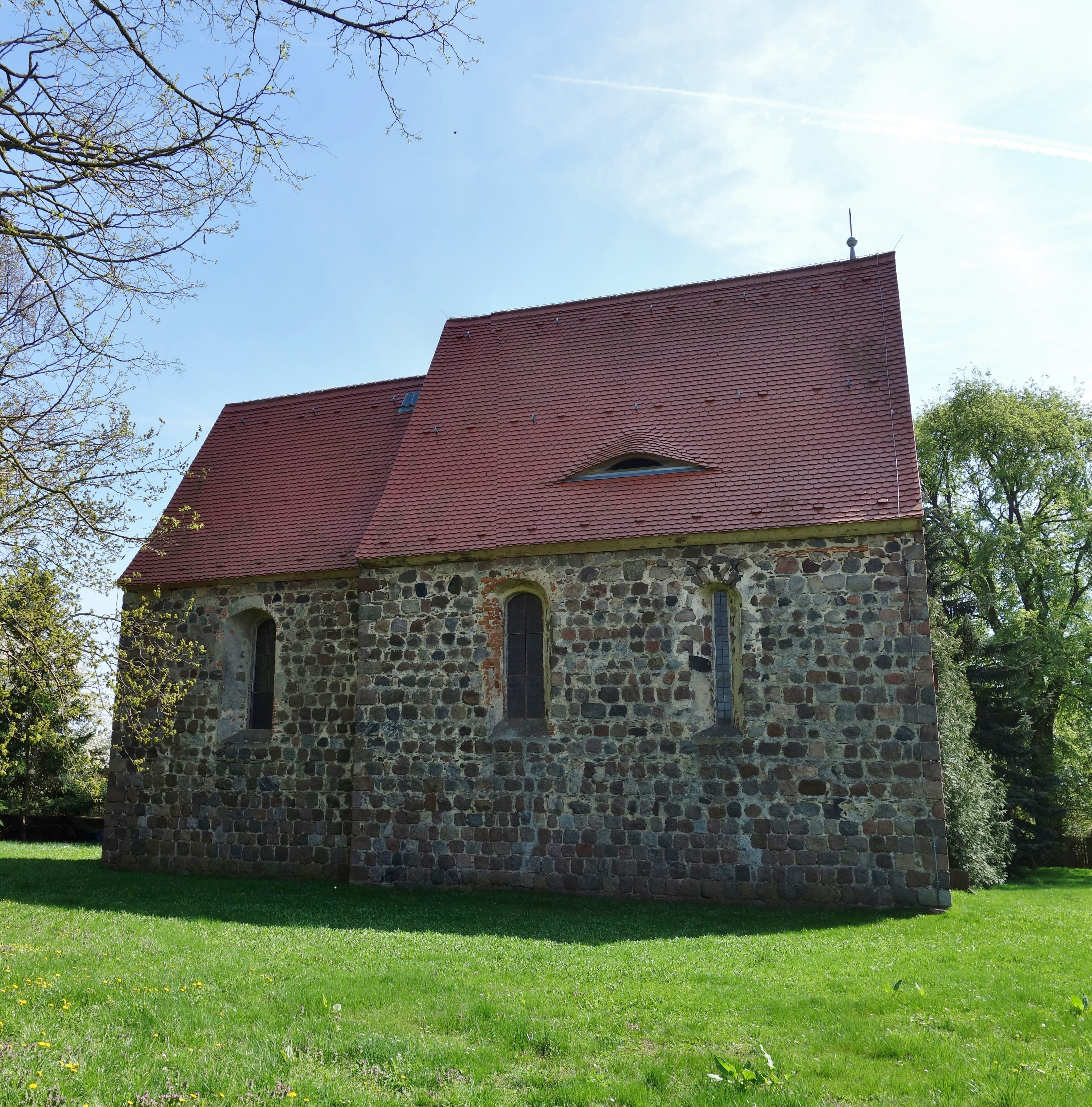
Kirche in Reichenow

## Verkehr
Reichenow-Möglin liegt an der Landesstraße L 341 zwischen Schulzendorf (Ortsteil von Wriezen) und Reichenberg (Ortsteil von Märkische Höhe). Im Ortsteil Herzhorn verkehrt die Buslinie 885 (Bad Freienwalde – Prötzel) der Barnimer Busgesellschaft.
Nächstgelegene Bahnstrecken sind:
- Strausberg–Strausberg Nord (Linie S 5),
- Eberswalde–Frankfurt (Oder) (Linie RB 60),
- ehem. Berlin–Wriezen.

## Persönlichkeiten
- Hans Albrecht von Barfus (1635–1704), brandenburgisch-preußischer Generalfeldmarschall aus Möglin
- Albrecht Daniel Thaer (1752–1828), Polywissenschaftler, Arzt und Begründer der Agrarwissenschaft, wirkte und starb in Möglin
- Heinrich Einhof (1777–1808), Agrikulturchemiker, wirkte und starb in Möglin
- Georg Ernst Wilhelm Crome (1781–1813), Agrarwissenschaftler, wirkte und starb in Möglin
- Franz Körte (1782–1845), Natur- und Agrarwissenschaftler, wirkte dreißig Jahre lang an der Landwirtschaftlichen Akademie in Möglin
- Albrecht Philipp Thaer (1794–1863), Landwirt und Direktor der Königlichen Preußischen Akademie des Landbaus in Möglin
- Albrecht Conrad Thaer (1828–1906), Agrarwissenschaftler in Möglin
- Heinrich Will (1926–2009), Leichtathlet, geboren in Möglin